# لیویو سیولی
لیویو سیولی (رومانیایی: Liviu Ioan Ciulei) کارگردان تئاتر و سینما، فیلمنامه‌نویس، بازیگر، معمار، آموزگار و طراح صحنه و لباس بود. سیولی به عنوان بازیگر، کارگردان و طراح صحنه تاثیرگذارترین شخصیت فیلم و تئاتر رومانی در عصر خود محسوب می‌شد.

## زندگی‌نامه
وی تحصیلات آکادمیک خود را در رشته تئاتر و طراحی در دانشگاه بخارست پشت سر گذاشت و در سال ۱۹۴۶ با بازی در فیلم رؤیای نیمه‌شب تابستان برای اولین بار مقابل دوربین قرار گرفت و به عنوان کارگردان در سال ۱۹۵۷ اولین تجربهٔ خود را به ثبت رساند.
سیولی در مقام کارگردان و بازیگر ۲۰ اثر سینمایی را از خود به جای گذاشت.

## درگذشت
وی در روز دوشنبه ۲۸ اکتبر ۲۰۱۱ در سن ۸۸ سالگی در مونیخ آلمان درگذشت. ترایان باسسکیو، رئیس‌جمهور رومانی، در پیامی درگذشت این کارگردان سرشناس را تسلیت گفت و وی را متعلق به نسل اندیشمندان سینمایی دانست که آثار منحصر به فرد و ارزشمندی را از خود به جای گذاشته‌اند.

## جوایز
لیویو سیولی طی پنج دهه فعالیت سینمایی موفق به کسب جوایز معتبری چون جایزه بهترین کارگردان جشنواره فیلم کن شد. وی در سال ۱۹۶۷ برای فیلم جنگل آویزان موفق به دریافت جایزهٔ نخل طلای کن شد و جایزهٔ بهترین کارگردانی را به دست آورد. 